# Kościół św. Mikołaja w Wiślicy
Kościół świętego Mikołaja – kościół, który znajdował się w Wiślicy, w województwie świętokrzyskim. Rozebrany w XII wieku, zachowały się jedynie fundamenty, które znajdują się w niewielkim pawilonie.

## Historia
Datowanie świątyni oraz jej funkcje przez lata były dyskutowane. Przez długi czas uważano, że została ona zbudowana w X wieku, a odkryta w niej misa miała być związana z pierwszymi misjami świętych Cyryla i Metodego. Oznaczałoby to, że okoliczne tereny przyjęły chrzest na sto lat przed rokiem 966. Jednak późniejsze badania historyczne podważyły tę hipotezę. Okazało się, że świątynia powstała najwcześniej na przełomie XI i XII wieku.
Kościół był małą prostokątną budowlą zamkniętą apsydą, wybudowaną techniką opus spicatum. Do świątyni została dobudowana kaplica grobowa (opus emplectum), w której zostały znalezione pochówki kobiet (byto to wyjątkowe w średniowieczu – kaplica grobowa przeznaczona tylko dla kobiet). Świątynia została rozebrana w XII wieku ze względu na budowę fortyfikacji miejskich.
W 2018 r. (wraz z bazyliką kolegiacką oraz grodziskiem) został wpisany na listę pomników historii w ramach akcji „100 Pomników Historii na stulecie odzyskania niepodległości”.